# ガトートカチャ
ガトートカチャ（梵: घटोत्कच, Ghaṭotkaca）は、インドの叙事詩『マハーバーラタ』に登場するラークシャサ。パーンダヴァのビーマと羅刹女ヒディムバーの子。禿頭で怪力の持ち主。多くの眼を持ち、大きな口、尖った耳をしているなど恐ろしい姿をしているが、常にパーンダヴァを敬愛し、協力する。
数年後、ヒディンバはガトートカチャにカーリーに個人的な供物を届けるように依頼する。ガトートカチャは彼らのところへ行き、一人に自分の母を女神に捧げるために同行するよう頼みます。

バラモンとその妻は、彼が行くことを強く勧める。ついに次男はガトートカチャと一緒に行くことに同意するが、まずガンガー川で沐浴するように頼む。兄弟と一緒に森に流されていたビーマが、その場面に出くわします。そこにいたビーマは生贄のことを知り、子供の身代わりとなる。ガトーカチャはビーマとともに母のもとに戻るが、ビーマが自分の父親であることを聞かされ、ショックを受ける。ビーマに叱られた後、ガトートカチャとヒディムバーは人身御供の習慣をやめることに同意した。

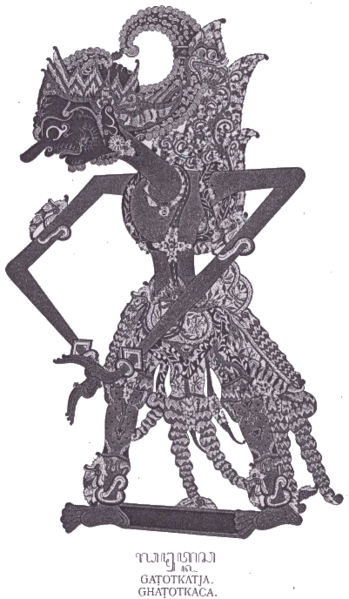
インドネシアのジャワ島のワヤン・クリのガトートカチャ

ガトートカチャはしばらくビーマとその母と暮らしていたが、二人が別れるとき、困ったときに呼べばすぐに父を助けに来ることを約束して去っていった。パーンダヴァが疲れて森で動けなくなったとき、ビーマが彼を呼ぶと、ガトートカチャはすぐに他のラージャスターンを従えて現れ、パーンダヴァを空に乗せてパドリカーシュラマに運びました。
ガトートカチャはクルクシェートラの戦いでもパーンダヴァ側として参戦し、アラムブサ、ドゥルヨーダナらと戦った。しかし、アルジュナをカルナに勝利させようとするクリシュナは、その布石としてガトートカチャをカルナと戦わせた。というのはカルナはインドラ神から一撃必殺の槍を授かっていたが、この武器は1度しか使えなかったため、クリシュナはガトートカチャとの戦いでカルナに使わせてしまおうと考えたのである。ガトートカチャはカルナと戦い、当初は羅刹に有利な時間帯である夜にも拘らずカルナに圧倒された。だが、カルナの友軍を巻き込んで攻撃することで、友軍を壊滅寸前にまで追い込んだ。友軍に助けを求められたカルナはクリシュナの思惑通りに神授の武器を使った。
致命傷を負ったものの、ガトートカチャは空に昇り、大きくなり、カウラヴァ軍のアクシャヒニ（戦車21,870台（サンスクリット語ratha）、象21,870頭（同gaja）、馬65,610頭（同turaga）、歩兵 109,350 頭からなる戦列）1体を粉砕するのに成功した。パンダヴァの人々はガトートカチャの死に悲しみに包まれた。

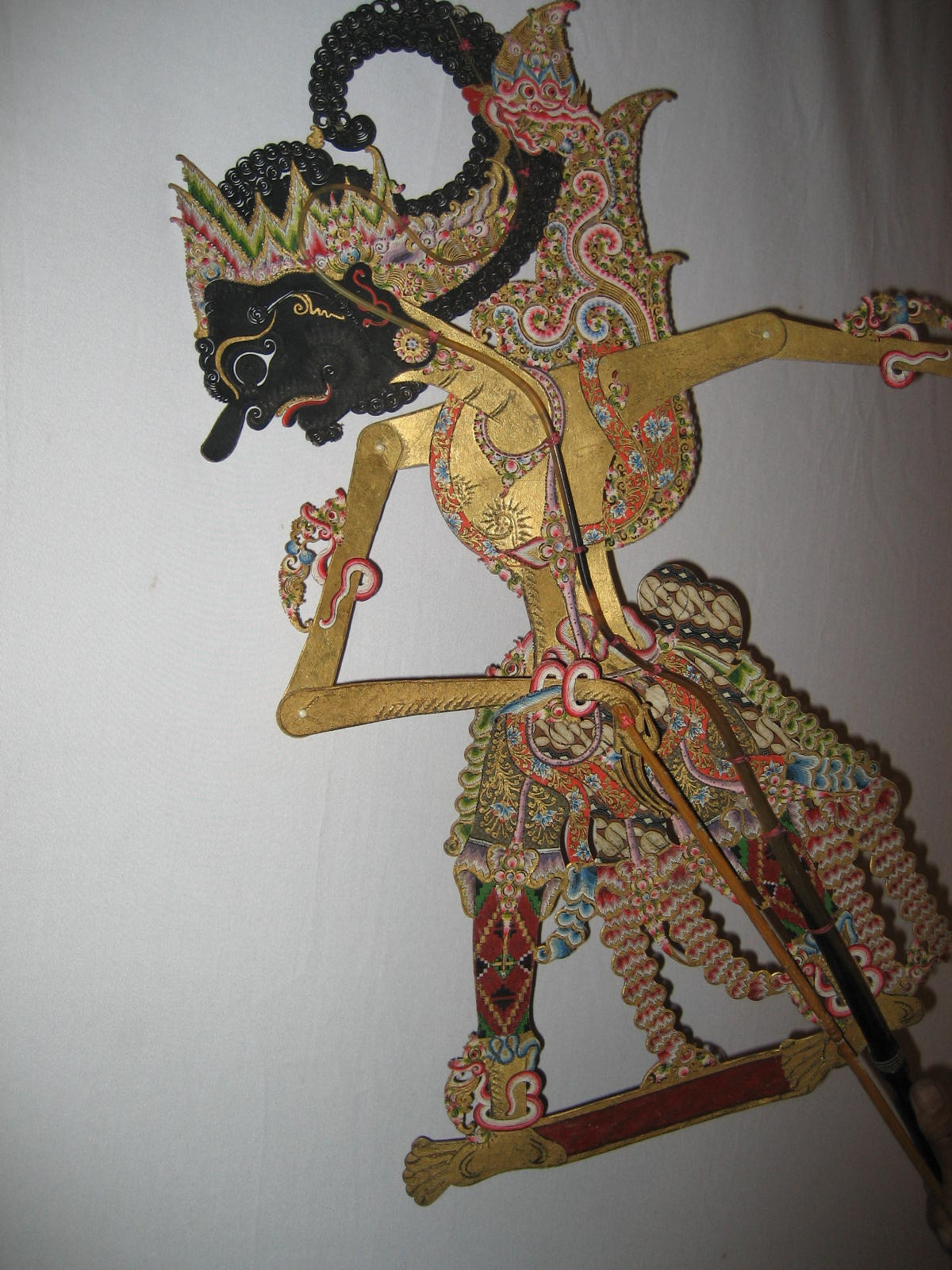
ワヤン・クリのガトートカチャ
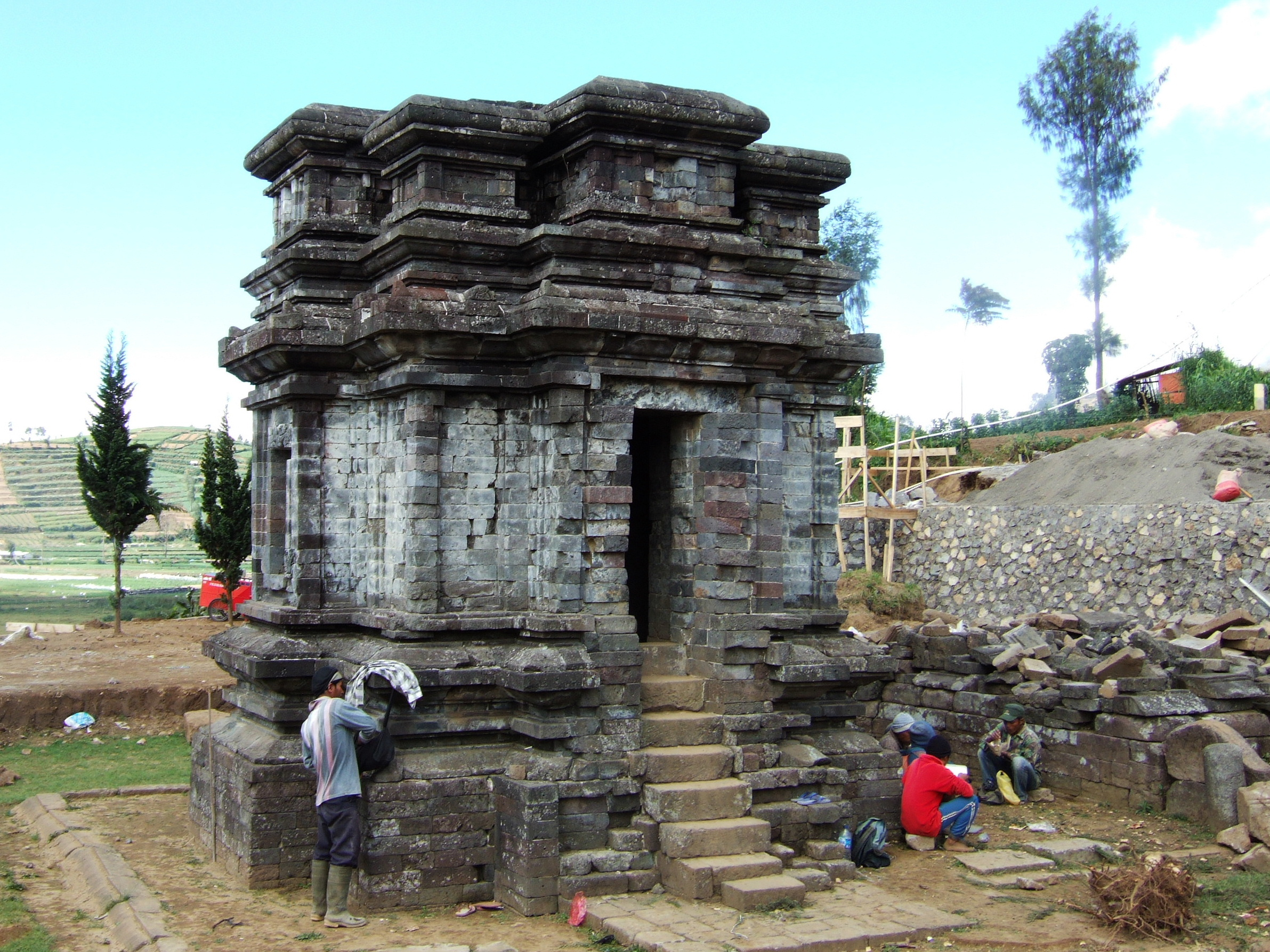
ガトートカチャの寺院《インドネシア，ディエン高原》